# São Paio de Seide
São Paio de Seide ist ein Ort und eine ehemalige Gemeinde (Freguesia) im Norden Portugals.
São Paio de Seide gehört zum Kreis Vila Nova de Famalicão im Distrikt Braga. Die Gemeinde hatte eine Fläche von 1,35 km² und 371 Einwohner (Stand 30. Juni 2011).
Am 29. September 2013 wurden die Gemeinden Seide (São Paio) und Seide (São Miguel) zur neuen Gemeinde União das Freguesias de Seide zusammengeschlossen.